# Sierra de Bahoruco
Se denomina sierra de Bahoruco a la parte en territorio de la República Dominicana de una cordillera submarina que recorre gran parte de la plataforma tectónica del Caribe. Esta cordillera emerge al sur de la Isla Hispaniola (compartida entre la República Dominicana y Haití) creando la península de Barahona en la República Dominicana y su parte más alta se eleva hacia el Oeste penetrando en la República de Haití, en donde se conoce con los nombres de Massif de la Selle (Macizo de la Silla) y Massif de la Hotte. En la parte que recorre el territorio dominicano, se conoce como sierra de Bahoruco. 
Su nombre es mencionado por primera vez por Bartolomé de las Casas en su “Brevísima Historia de las Indias”, quien lo toma del sonido fonético que utilizaban los indios taínos para describir esa región.
Es rica en yacimientos de sal y yeso, y además posee en la parte sur una laguna salada (laguna de Oviedo) y entre esta sierra y la sierra de Neiba se encuentra el lago Enriquillo, el más grande de las Antillas.

## Origen geológico
La sierra es un macizo de origen volcánico del período cretácico (desde hace 145 hasta 66 millones de años) y cubierto luego por una capa de sedimento calcáreo de origen marino, esto quiere decir que toda la sierra estuvo alguna vez sumergida bajo el mar y en su mayoría habitada por corales que dejaron sus sedimentos.
La sierra está formada por un complejo de fallas tectónicas producto del choque de las placas del Caribe y del Atlántico, elevándose y saliendo del mar. Esto hace que podamos encontrar rocas a más de 2000 metros de altura que a simple vista se notan restos de corales antiquísimos que estuvieron en el mar.

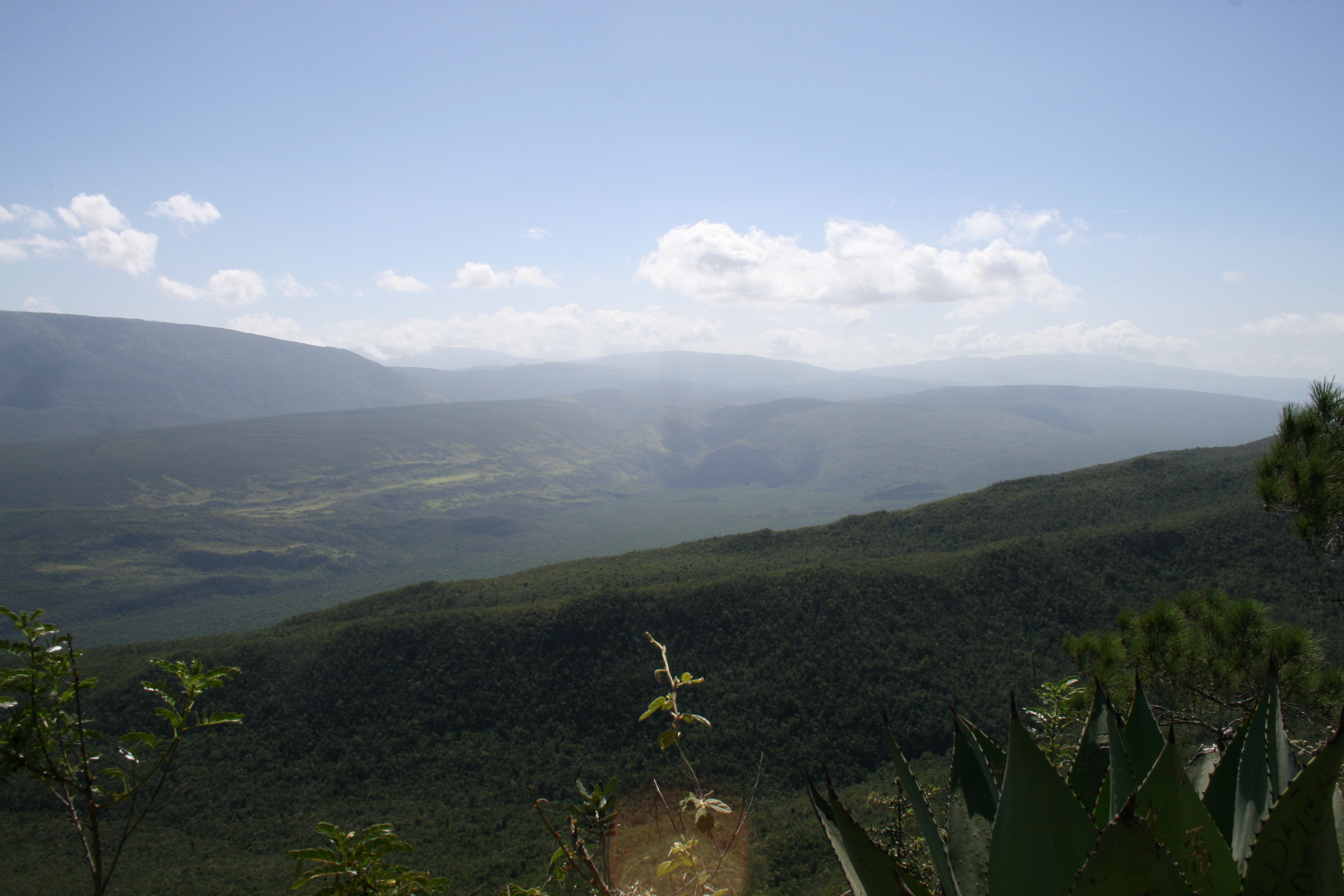
Hoyo de Pelempito, parte de la Sierra de Bahoruco

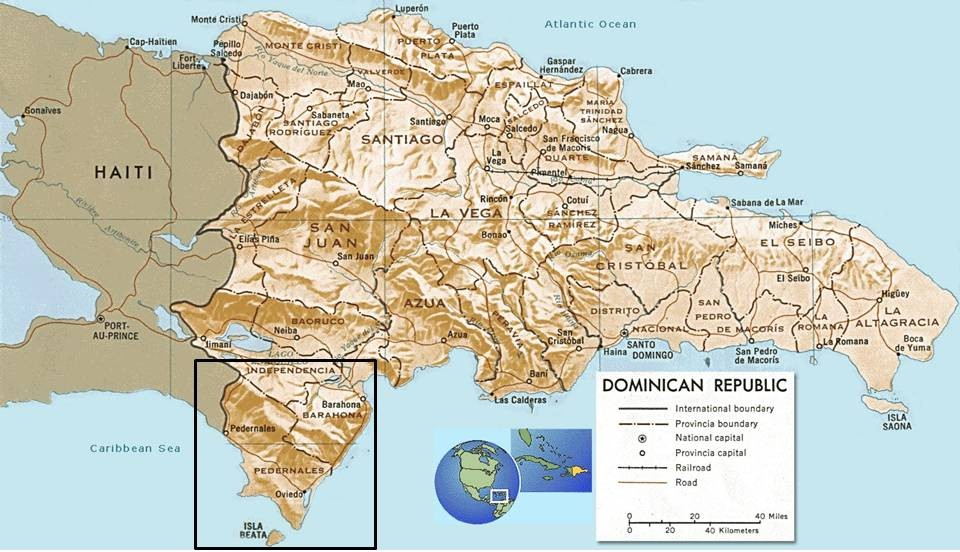
Ubicación Sierra de Bahoruco en la Isla Hispaniola

- Datos: Q2403979
- Multimedia: Sierra De Baoruco National Park / Q2403979